# Das Liebesglück der Blinden
Das Liebesglück der Blinden ist ein kurzes, deutsches Stummfilmdrama aus dem Jahre 1911 mit Henny Porten in der Titelrolle.

## Handlung
Ein junges, blindes Mädchen erhofft sich Heilung durch die Kunst eines Augenspezialisten. Der Arzt kümmert sich fürsorglich um die Patientin und operiert sie an ihren Augen. In dieser Zeit verlieben sich Arzt und Patientin ineinander. Einerseits wünscht der Augenspezialist den Erfolg, andererseits fürchtet er sich aber auch davor. Denn er empfindet sich als missgestaltet und glaubt, die dann Sehende werde sich bei seinem Anblick von ihm wenden.
Die Furcht, von der noch jungen Liebe verlassen zu werden, ist derart groß, dass der Mann beabsichtigt, sich das Leben zu nehmen. Doch als das Mädchen ihn das erste Mal sieht, ist seine Reaktion ganz anders als befürchtet. Im letzten Moment kann es ihn von seiner Verzweiflungstat abhalten. Ihre Liebe ist stärker, und beide gehen in eine gemeinsame Zukunft.

## Produktionsnotizen
Der einaktige, 226 Meter lange Film wurde gegen Ende des Jahres 1910 gedreht und passierte die Filmzensur am 17. Dezember 1910. Die Uraufführung erfolgte am 28. Januar 1911. Das Liebesglück der Blinden galt als „der erste deutsche Film mit einer in sich geschlossenen Handlung überhaupt.“
Für Henny Porten, die bis dahin nur in Tonbildern mitgewirkt hatte, war dies ihr erster regulärer Spielfilm, in dem sie die Hauptrolle verkörperte. Das Liebesglück der Blinden bedeutete für die dort namentlich ungenannt Gebliebene den Aufstieg zum ersten deutschen Kinostar und den Beginn einer rund viereinhalb Jahrzehnte umspannenden Karriere. Portens späterer Ehemann Curt A. Stark führte Regie.
Die Idee zu diesem Film soll Rosa Porten durch die Nähe einer Blindenanstalt zur elterlichen Wohnung in Berlin-Steglitz gehabt haben.
Die Herstellungskosten inklusive Virage lagen bei 244 Mark (1.672 Euro).

## Rezeption und Einordnung
Die Fachpublikation Der Kinematograph berichtete 1910 in seiner Nummer 207 von der Produktion.
Kay Wenigers Großes Personenlexikon des Films nannte den Kurzfilm ein „herzergreifendes Drama“.
In Oskar Kalbus’ Vom Werden deutscher Filmkunst heißt es: „Das Wagnis wurde unternommen und damit der Grundstein gelegt für die künstlerische Entwicklung Henny Portens und für ihren späteren Ruhm. „Das Liebesglück der Blinden“, dieser erster  ihrer „Großfilme“, ist somit ein Markstein in der Geschichte der deutschen Filmkunst geworden. Damit beginnt aber auch gleichzeitig für die Kinokunst die Epoche des Personenkults. Die Firma Meßter wurde mit Briefen überschüttet, in denen sie aufgefordert wurde, recht bald wieder einen Film herauszubringen, in dem die schöne blonde Blinde – Henny Portens Name war in diesem Film natürlich nicht erwähnt worden – die Hauptrolle spielt. Nun gab man ihr Rollen auf Rollen. Je mehr sie spielte, desto mehr wuchsen ihre Leistungen.“
Reclams Filmführer nannte den Streifen kurz ein „Rührstück“.